# Bambi
Bambi es una película de animación en color dirigida por David Hand, producida por Walt Disney Productions, distribuida por la compañía RKO Radio Pictures y estrenada en Estados Unidos el 21 de agosto de 1942. La película relata la historia, desde el nacimiento hasta la etapa adulta, de un ciervo de Virginia llamado Bambi. El ciervo de Virginia es una especie norteamericana, relativamente bien conocida por el público al que se dirigía Disney en 1942, pero en la obra literaria en la que se basa la película (la novela Bambi, una vida en el bosque, escrita por el austriaco Felix Salten y publicada por primera vez en Viena en 1923), Bambi es un Corzo, una especie de ciervo común en Europa central.
Bambi es la quinta película animada de Walt Disney. Además, fue distinguida con tres nominaciones a los premios de la Academia en las categorías de Mejor sonido, Mejor canción por «El amor es una canción» y Mejor banda sonora. Forma parte del AFI's 10 Top 10, en la categoría «Película de animación», e incluida en el National Film Registry de la Biblioteca del Congreso de Estados Unidos en 2011. Por otra parte, el dinosaurio Bambiraptor feinbergi fue nombrado en honor al personaje homónimo de esta película.

## Trama
Una cierva da a luz a un cervatillo llamado Bambi, que algún día asumirá el cargo del Gran Príncipe del Bosque, un título actualmente en poder del padre de Bambi, que protege a las criaturas del bosque de los peligros de los cazadores. El cervatillo se hace amigo rápidamente de un conejo ansioso y enérgico llamado Tambor, que lo ayuda enseñándole a caminar y a hablar. Bambi crece muy apegado a su madre, con quien pasa la mayoría del tiempo. Pronto hace otros amigos, incluido una joven mofeta llamada Flor y un cervatillo hembra llamada Faline. Curioso e inquisitivo, Bambi frecuentemente pregunta por el mundo que lo rodea y su madre amorosa le advierte sobre los peligros de la vida como criatura del bosque. Un día en un prado, Bambi ve brevemente al Gran Príncipe, pero no se da cuenta de que es su padre. Mientras el Gran Príncipe va cuesta arriba, descubre que el llamado "Hombre" por todos los animales se acerca y corre hacia el prado para poner a todos a salvo. Bambi se separa brevemente de su madre durante ese tiempo, pero el Gran Príncipe lo escolta hasta que los tres regresan al bosque justo cuando el Hombre dispara su arma.

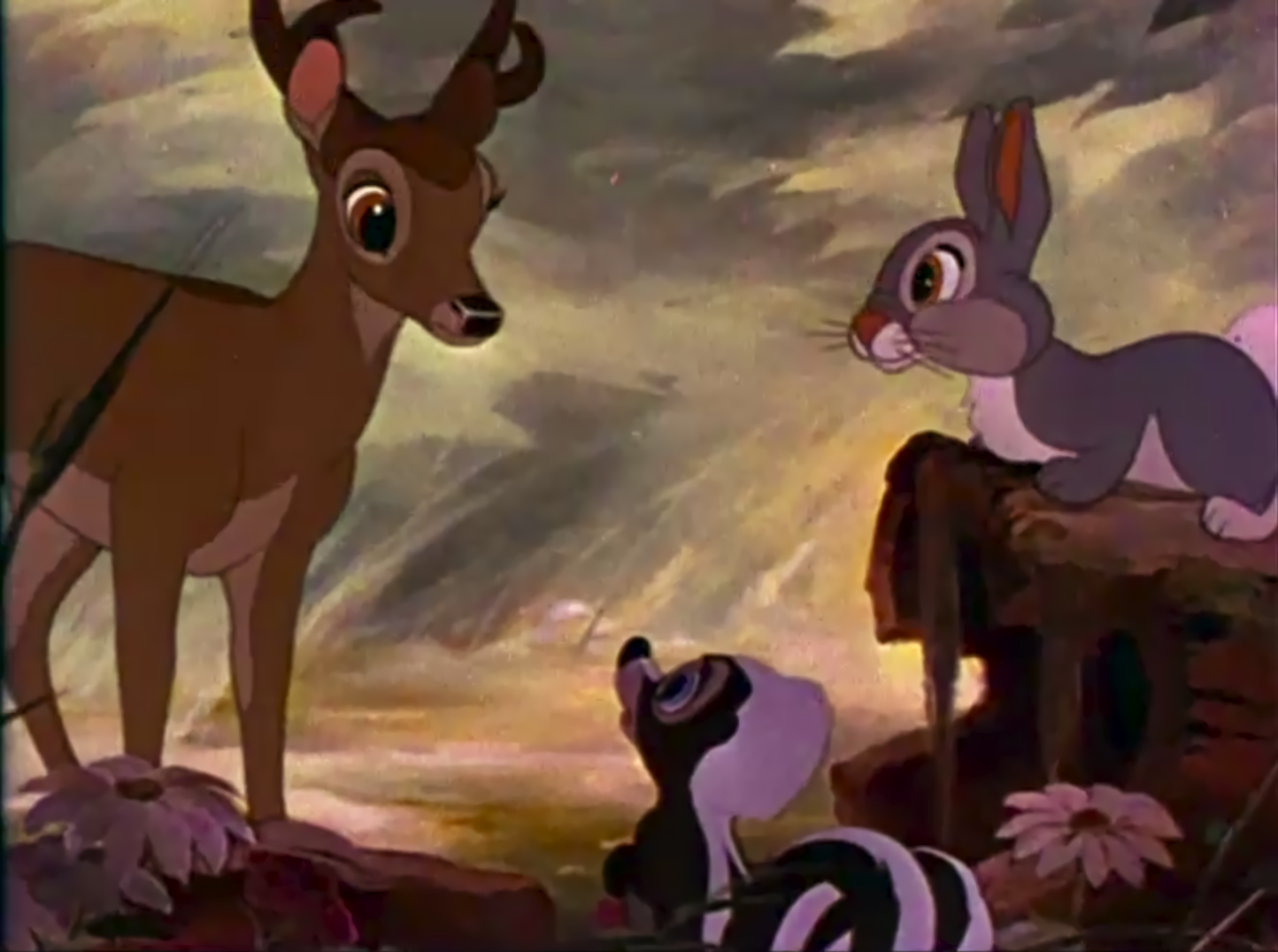
Los personajes Bambi, Tambor y Flor al entrar en la adolescencia.

Durante el primer invierno de Bambi, él y Tambor juegan en la nieve mientras Flor hiberna. Un día, su madre lo lleva a buscar comida, cuando el Hombre aparece de nuevo. Cuando escapan, el Cazador dispara y mata a su madre, dejando al pequeño cervatillo triste y solo. Compadeciéndose del cervatillo, el Gran Príncipe lleva a Bambi con él. El año siguiente, Bambi ha madurado hasta convertirse en un joven ciervo, y sus amigos de la infancia también han entrado en la edad adulta. Su amigo Búho les advierte de estar "transroscados" y que eventualmente se enamorarán, aunque el trío de amigos ve el concepto del romance con desprecio. Sin embargo, Tambor y Flor pronto se encuentran con sus hermosas contrapartes románticas y abandonan sus antiguos pensamientos sobre el amor. Bambi se encuentra con Faline, una hermosa cierva. Sin embargo, su cortejo es rápidamente interrumpido y desafiado por un beligerante ciervo mayor llamado Ronno, que intenta obligar a Faline a alejarse de Bambi. Bambi se las arregla para derrotar a Ronno en la batalla y ganar el derecho sobre el afecto de la cierva.
Más tarde en la noche, Bambi se despierta por el olor a humo, lo sigue y descubre que conduce a un campamento de cazadores. Bambi es advertido por su padre de que el Hombre ha regresado con más cazadores. Los dos huyen a un lugar seguro, aunque Bambi está separado de Faline en la agitación y la busca en el camino. Pronto la encuentra acorralada por los perros cazadores del Hombre. Mientras tanto, en el campamento del Hombre, su fogata se extiende repentinamente hacia el bosque, lo que resulta en un incendio forestal del cual los residentes del bosque huyen con miedo. Bambi, su padre, Faline y los animales del bosque logran refugiarse en la orilla del río. En la primavera siguiente, Faline da a luz a gemelos bajo la atenta mirada de Bambi como el nuevo Gran Príncipe del Bosque.

## Reparto

### Actores de voz originales
- Donnie Dunagan como Bambi, el protagonista de la historia.
  - Bobby Stewart como el bebé Bambi.
  - Hardie Albright como Bambi adolescente.
  - John Sutherland como Bambi adulto.
- Peter Behn como Tambor,  un conejo muy carismático que se convierte en amigo de Bambi.
  - Tim Davis como Tambor adolescente.
  - Sam Edwards como Tambor adulto.
- Paula Winslowe como la madre de Bambi.
- Stan Alexander como Flor: una mofeta rayada que es el otro amigo de Bambi.
  - Tim Davis como Flor adolescente.
  - Sterling Holloway como Flor adulto.
- Will Wright como Búho: el sabio amigo de Bambi, Tambor y Flor.
- Cammie King como Faline: una cierva de la que Bambi finalmente se enamora.
  - Ann Gillis como Faline adulta.
- Fred Shields como el Gran Príncipe del Bosque: el padre de Bambi.
- Margaret Lee como la Señora Conejo: la madre de Tambor.
- Stanley Alexander como Bambi: el hijo de Flor nombrado al igual que el mejor amigo de su padre.
- Mary Lansing como la Tía Ena y como la Señora Possum (Faisán 2).
- Perce Pearce como el Señor Topo.
- Thelma Boardman como la Conejita y como la Madre Codorniz (Faisán 1).
- Clarence Nash como Sapo.

### Doblaje en español original (Argentina)
El primer doblaje en español (1943) estuvo a cargo del argentino Luis César Amadori. Este doblaje fue retirado en los años sesenta porque solamente se habían doblado los diálogos, dejándose las canciones en inglés.
- Bambi: Eduardo Rudy
- Bambi (niño): Nini Marshall
- Tambor (niño): Narciso Ibáñez Serrador
- Tambor: Pablo Palitos
- Flor: Juan Ricardo Bertelegni "Semillita"
- Mamá de Bambi: Norma Castillo
- Búho: Miguel Gómez Bao

### Redoblaje en español (México)
El segundo doblaje al español (1969) estuvo a cargo del mexicano Edmundo Santos. Este doblaje es usado y distribuido en todos los países de habla hispana en la actualidad.
- Bambi (niño): Pili Gonzalez
- Bambi: Luis Bayardo
- Tambor (niño): Rosita González
- Tambor: Salvador Nájar
- Flor (niño): Almendra McBride
- Flor: Arturo Mercado
- Faline (niña): Almendra McBride
- Faline (diálogos): Diana Santos
- Faline (canciones): Lupita Pérez Arias
- Madre de Bambi: Amparo Garrido
- Búho: Luis Manuel Pelayo
- Sra. Conejo: María Santander
- El Gran Príncipe del Bosque: Carlos Petrel
- Tía Ena: Magdalena Ruvalcaba
- Sapo: Francisco Colmenero
- Bambi: Rosita González
- Conejita: Diana Santos
- Faisán 1: Edith Byrd
- Faisán 2: Carlota Solares
- Animalito del bosque: Edmundo Santos Jr.

## Banda sonora
La música de Bambi fue compuesta por Edward H. Plumb, el cual contó con algunos colaboradores en diversos temas:
- «Twitterpated» - Robert Sour, Henry Manners y Helen Bliss.
- «Thumper Song» - Robert Sour, Henry Manners y Helen Bliss.
- «Love Is a Song» - Frank Churchill y Larry Morey.
- «I Bring You a Song» - Frank Churchill y Larry Morey.
- «Little April Shower» - Frank Churchill y Larry Morey.
- «Let's Sing a Gay Little Spring Song» - Frank Churchill y Larry Morey.

## Producción
En 1933, los derechos de la novela Bambi, una vida en el bosque fueron comprados por el productor estadounidense Sidney Franklin con la intención de rodar una película en imagen real, pero tras años de pruebas de rodaje fallidas las dificultades encontradas lo llevaron a abandonar el proyecto. En 1937, Walt Disney le compró los derechos de adaptación de la novela a Franklin, esta vez con la intención de adaptarla a una película de animación. Disney empezó immediatamente a trabajar en su adaptación animada, que normalmente debía convertirse en la primera adaptación de sus estudios a partir de una obra literaria reciente, pero se encontró con que sus animadores también tenían dificultades para animar ciervos de una manera realista (por ejemplo, las astas de los ciervos acabaron por ser animadas mediante un rotoscopio). Por esta razón, las películas de Disney Pinocho y Fantasía, que también estaban entonces en curso de producción, fueron estrenadas en salas en 1940, mientras Bambi estaba todavía siendo realizada. Sin embargo, debido a la Segunda Guerra Mundial, que había estallado en Europa en el año anterior, en 1939, Pinocho y Fantasía fueron fracasos de taquilla y, debido a la consecuente falta de fondos de la productora, la duración total prevista inicialmente para Bambi tuvo que ser amputada de un total de doce minutos de metraje. Finalmente, el estreno de Bambi tuvo lugar en agosto de 1942, con los Estados Unidos en plena guerra tanto en el Pacífico como en Europa, y la recaudación, una vez más, no llegó a cubrir los gastos de producción.
Bambi no empezó recaudando grandes sumas de dinero (como ninguna de las primeras cinco películas de Disney a excepción de Blancanieves y los siete enanitos pero, a lo largo de los años, la película se ganó reconocimientos siendo considerada un clásico de Disney en la actualidad.
Cabe destacar que la versión animada de la historia suple a varios personajes de la novela o cuento, tales como Gobo, Karus, Ronno, el Señor Liebre e incluso omite ciertas incursiones y encuentros con el Hombre. Por otro lado, se agregaron nuevos personajes como Flor y Tambor.
En la versión argentina (1943) se contó con un joven Narciso Ibáñez Serrador de 8 años para su debut profesional, doblando al conejo Tambor de niño.
La película aunque es considerada como un icono de Disney hoy en día, también es vista como una de las películas más oscuras y deprimentes que haya creado la productora, debido a escenas que podrían considerarse inapropiadas para los niños, como la muerte de la mamá de Bambi (en su época fue muy perturbador para muchos niños que hasta salieron llorando de los cines), la brutal pelea de Bambi con un venado rival, la horrible persecución de los hombres cazando a los animales del bosque y la escena del incendio forestal masivo.

## Premios y nominaciones
| Año  | Premio                | Categoría                                  | Nominados                                 | Resultado | Ref.  |
| ---- | --------------------- | ------------------------------------------ | ----------------------------------------- | --------- | ----- |
| 1942 | Premios Oscar         | Mejor banda sonora - Comedia o Drama       | Frank Churchill Edward H. Plumb           | Nominados |       |
| 1942 | Premios Oscar         | Mejor canción original «Love Is a Song»    | Frank Churchill Larry Morey               | Nominados |       |
| 1942 | Premios Oscar         | Mejor sonido                               | Sam Slyfield                              | Nominado  |       |
| 1943 | Premios Génesis       | Mejor largometraje clásico                 | Película                                  | Ganadora  |       |
| 1943 | Premios Hugo          | Mejor Presentación Dramática - Forma Corta | Perce Pearce, Larry Morey y David D. Hand | Ganadores | [ 6 ] |
| 1948 | Premios Globos de Oro | Premio al Logro Especial                   | Walt Disney                               | Ganador   | [ 7 ] |

Cada año desde 1989, el gobierno de los EE. UU., a través de la Biblioteca del Congreso, nombra 25 películas que considera “cultural, histórica o estéticamente importantes” y las añade al Registro Nacional de Películas. Diecinueve películas de Disney se han agregado, entre ellas Bambi (en 2011).
En junio de 2008, el American Film Institute reveló las diez mejores películas en diez géneros cinematográficos estadounidenses clásicos, después de encuestar a más de 1500 personas de la comunidad creativa. Bambi fue reconocida como la tercera mejor película del género de animación.
También figura en la lista de las 25 mejores películas de terror de todos los tiempos de la revista Time. "Bambi -dice Time- "tiene una conmoción primaria que todavía persigue a los viejos que la vieron hace 40, 50, 65 años".

## DVD
El primero de marzo del 2005, Disney sacó una Edición Platino de dos discos que incluía el filme remasterizado y material acerca de la película. El DVD salió de circulación en enero de 2007. En el 2011, salió la primera Edición Diamante en Blu-Ray con un DVD incluido y material adicional nuevo.